# وودلاند (واشنطن)
وودلاند (بالإنجليزية: Woodland, Washington)‏ هي مدينة تقع في الولايات المتحدة في واشنطن (ولاية). يقدر عدد سكانها بـ 5,509 نسمة ومساحتها 9.01 كم2 وترتفع عن سطح البحر 10 متر.

## التركيبة السكانية
قام مكتب تعداد الولايات المتحدة بتحديد بيانات التركيبة السكانية لوودلاند في تعداد الولايات المتحدة. في ما يلي، التركيبة السكانية حسب تعدادي 2000 و2010.

### تعداد عام 2000
بلغ عدد سكان وودلاند 3,780 نسمة بحسب تعداد عام 2000، وبلغ عدد الأسر 1,379 أسرة وعدد العائلات 979 عائلة مقيمة في المدينة. في حين سجلت الكثافة السكانية 1,508.9 نسمة لكل ميل مربع (582.6/كم2). وبلغ عدد الوحدات السكنية 1,482 وحدة بمتوسط كثافة قدره 591.6 نسمة لكل ميل مربع (228.4/كم2).
وتوزع التركيب العرقي للمدينة بنسبة 93.36% من البيض و 0.93% من الأمريكيين الأصليين و 0.45% من الأمريكيين ذوي الأصول الآسيوية و 0.11% من سكان جزر المحيط الهادئ و 0.34% من الأمريكيين الأفارقة و 1.98% من عرقين مختلطين أو أكثر.
```
وبلغت نسبة 
الأزواج
 القاطنين مع بعضهم البعض 5.6% من أصل المجموع الكلي للأسر، وكانت نسبة 29.0% من غير العائلات. وبلغ متوسط حجم الأسرة المعيشية 8.13، أما متوسط حجم العائلات فبلغ 2.67.
```

بلغ العمر الوسطي للسكان 33 عاماً. وكانت نسبة 29.3% من القاطنين تحت سن الثامنة عشر، وكانت نسبة 9.4% بين الثامنة عشر والأربعة وعشرون عاماً، ونسبة 29.2% كانت واقعةً في الفئة العمرية ما بين الخامسة والعشرون حتى والأربعة وأربعون عاماً، ونسبة 18.5% كانت ما بين الخامسة والأربعون حتى الرابعة والستون، ونسبة 13.7% كانت ضمن فئة الخامسة والستون عاماً فما فوق. يوجد لكل 100 أنثى 96.7 ذكر، ويوجد لكل 100 أنثى في الثامنة عشر من عمرها فما فوق 90.5 ذكر.
بلغ متوسط دخل الأسرة في المدينة 40,742 دولار، أما متوسط دخل العائلة فبلغ 44,483 دولار. وكان متوسط دخل الذكور 37,321 دولار مقابل 22,686 دولار للإناث. وسجل دخل الفرد الخاص بالمدينة 15,596 دولار. وكانت نسبة 9.3% من العائلات ونسبة 10.8% من السكان تحت خط الفقر، وكان من هؤلاء نسبة 10.9% تحت سن الثامنة عشر ونسبة 7.4% في الخامسة والستين من العمر وما فوق.

### تعداد عام 2010
بلغ عدد سكان وودلاند 5,509 نسمة بحسب تعداد عام 2010، وبلغ عدد الأسر 1,965 أسرة وعدد العائلات 1,398 عائلة مقيمة في المدينة. في حين سجلت الكثافة السكانية 1,634.7 نسمة لكل ميل مربع (631.2/كم2). وبلغ عدد الوحدات السكنية 2,108 وحدة بمتوسط كثافة قدره 625.5 لكل ميل مربع (241.5/كم2).
وتوزع التركيب العرقي للمدينة بنسبة 86.4% من البيض و 0.7% من الأمريكيين الأصليين و 0.8% من الأمريكيين ذوي الأصول الآسيوية و 0.2% من سكان جزر المحيط الهادئ و 0.9% من الأمريكيين الأفارقة و 2.7% من عرقين مختلطين أو أكثر.
بلغ عدد الأسر 1,965 أسرة كانت نسبة 41.8% منها لديها أطفال تحت سن الثامنة عشر تعيش معهم، وبلغت نسبة الأزواج القاطنين مع بعضهم البعض 52.6% من أصل المجموع الكلي للأسر، ونسبة 13.1% من الأسر كان لديها معيلات من الإناث دون وجود شريك، بينما كانت نسبة 5.4% من الأسر لديها معيلون من الذكور دون وجود شريكة وكانت نسبة 28.9% من غير العائلات. وبلغ متوسط حجم الأسرة المعيشية 3.25، أما متوسط حجم العائلات فبلغ 2.77.
بلغ العمر الوسطي للسكان 32.9 عاماً. وكانت نسبة 29.8% من القاطنين تحت سن الثامنة عشر، وكانت نسبة 9.3% بين الثامنة عشر والأربعة وعشرون عاماً، ونسبة 27.6% كانت واقعةً في الفئة العمرية ما بين الخامسة والعشرون حتى والأربعة وأربعون عاماً، ونسبة 21.1% كانت ما بين الخامسة والأربعون حتى الرابعة والستون، ونسبة 12.3% كانت ضمن فئة الخامسة والستون عاماً فما فوق. وتوزع التركيب الجنسي للسكان بنسبة 48.8% ذكور و51.2% إناث.